# Horizontalzelle

Zelltypen in den Schichten einer Säugetiernetzhaut –
R: Stäbchen, C: Zapfen,
H: Horizontalzelle, Bi: Bipolarzelle,
A: Amakrinzelle, G: Ganglienzelle,
GC: Ganglienzellschicht.
(Das Licht fällt hierbei von unten ein.)

Horizontalzellen sind spezielle Nervenzellen in der Netzhaut des Auges, welche die Informationsflüsse von den Fotorezeptoren (Stäbchen und Zapfen) zu den bipolaren Zellen der Retina lateral (seitlich) verschalten.
Vereinfacht dargestellt, wird ein auf die Retina einfallender Lichtreiz von den Fotorezeptoren registriert. Sie übertragen ihre Erregung auf bipolare Nervenzellen und diese leiten Signale in vertikaler Richtung an Ganglienzellen der Netzhaut weiter, welche die Information über den Sehnerv Richtung Zentralnervensystem weitergeben. Die Horizontalzellen – deren Zellkörper in der inneren Körnerschicht (INL) auf der Seite zur äußeren plexiformen Schicht (OPL) liegen – greifen nun mit ihren Fortsätzen in die Synapsen zwischen Fotorezeptoren und nachgeschalteten bipolaren Zellen ein und sorgen somit bereits auf dieser Ebene für eine gegenseitige Beeinflussung verschiedener – regional benachbarter – lokaler Einzelsignale.

## Physiologische Funktion
Die wesentliche Funktion der Horizontalzellen besteht darin, seitliche Verschaltungen zwischen den vertikalen Verbindungen der Fotorezeptoren zu ihren nachgeschalteten bipolaren Zellen zu bilden und somit den Signalflüsse dorthin durch laterale Hemmung zu modulieren. Sie tragen damit zur Lichtadaptation des Auges sowie zu einer Erhöhung des Bildkontrastes bei.
Horizontalzellen sind Nervenzellen, welche Information (wie andere Neurone) durch transmembranäre Spannungsänderung und die dadurch bewirkte Änderung ihrer Ausschüttung von Neurotransmittern weiterleiten. Der von ihnen auf nachgeschaltete Neurone ausgeschüttete Neurotransmitter ist Gamma-Aminobuttersäure (GABA) – ein inhibitorischer Neurotransmitter. Wirkt GABA über den synaptischen Spalt auf andere Neurone ein, dann wirkt er hyperpolarisierend auf diese – er erhöht also die transmembranäre Spannung der nachgeschalteten Zellen und vermindert damit die Wahrscheinlichkeit, dass diese ihrerseits Signale weiterleiten. Der Effekt ist eine Hemmung des Signalflusses.

## Biologische Vorteile
Eine Horizontalzelle erhält Informationen von vielen Fotorezeptoren. Gleichzeitig sendet sie ihre Information auch an viele Fotorezeptoren zurück. Man kann sich die Erregungsweiterleitung vereinfacht folgendermaßen vorstellen: Licht wird durch die Fotorezeptoren registriert. Die Information schicken diese an die Horizontalzellen weiter. Die Horizontalzellen wiederum schicken ihr Signal an die Synapsen zwischen den Fotorezeptoren und den bipolaren Zellen zurück und können somit die Stärke der Information, die letztendlich von den Fotorezeptoren an die bipolaren Zellen und somit weiter Richtung Gehirn geleitet wird, beeinflussen.
Dieser Mechanismus ist sehr wichtig für die Lichtadaptation. Stellen wir uns vor, wir sitzen in einem schattigen, düsteren Raum und lesen eine helle Schrift auf einem dunkleren Blatt Papier. Wenn wir nun hinaus in die Sonne gehen, können wir immer noch ohne Probleme die Schrift lesen, obwohl die hellen Buchstaben durch die Sonneneinstrahlung nun eine sehr viel höhere Lichtintensität haben. Zu dieser Adaptation tragen u. a. die Horizontalzellen bei.